# Folke Björkman
Nils Gustaf Folke Björkman (i riksdagen kallad Björkman i Bromma), född 7 juni 1907 i Visby, död 30 april 1990 i Bromma, var en svensk chefredaktör och moderat politiker. 
Björkman var ledamot av Sveriges riksdags andra kammare från 1958, invald för Högerpartiet i Stockholms stads valkrets. Han är begravd på Bromma kyrkogård.